# Progomphus marcelae
Progomphus marcelae – gatunek ważki z rodziny gadziogłówkowatych (Gomphidae).